# Raymond Weil
É uma empresa suíça fabricante relógios de luxo, fundada em 1976 em Genebra, Suíça. Ela é uma empresa familiar fundada pelo Sr. Raymond Weil e agora é gerenciada pelo Sr. Olivier Bernheim (genro do Sr. Raymond Weil) e seus dois filhos, Elie e Pierre Bernheim. É uma das últimas marcas independentes no setor de relojoeira suíça.

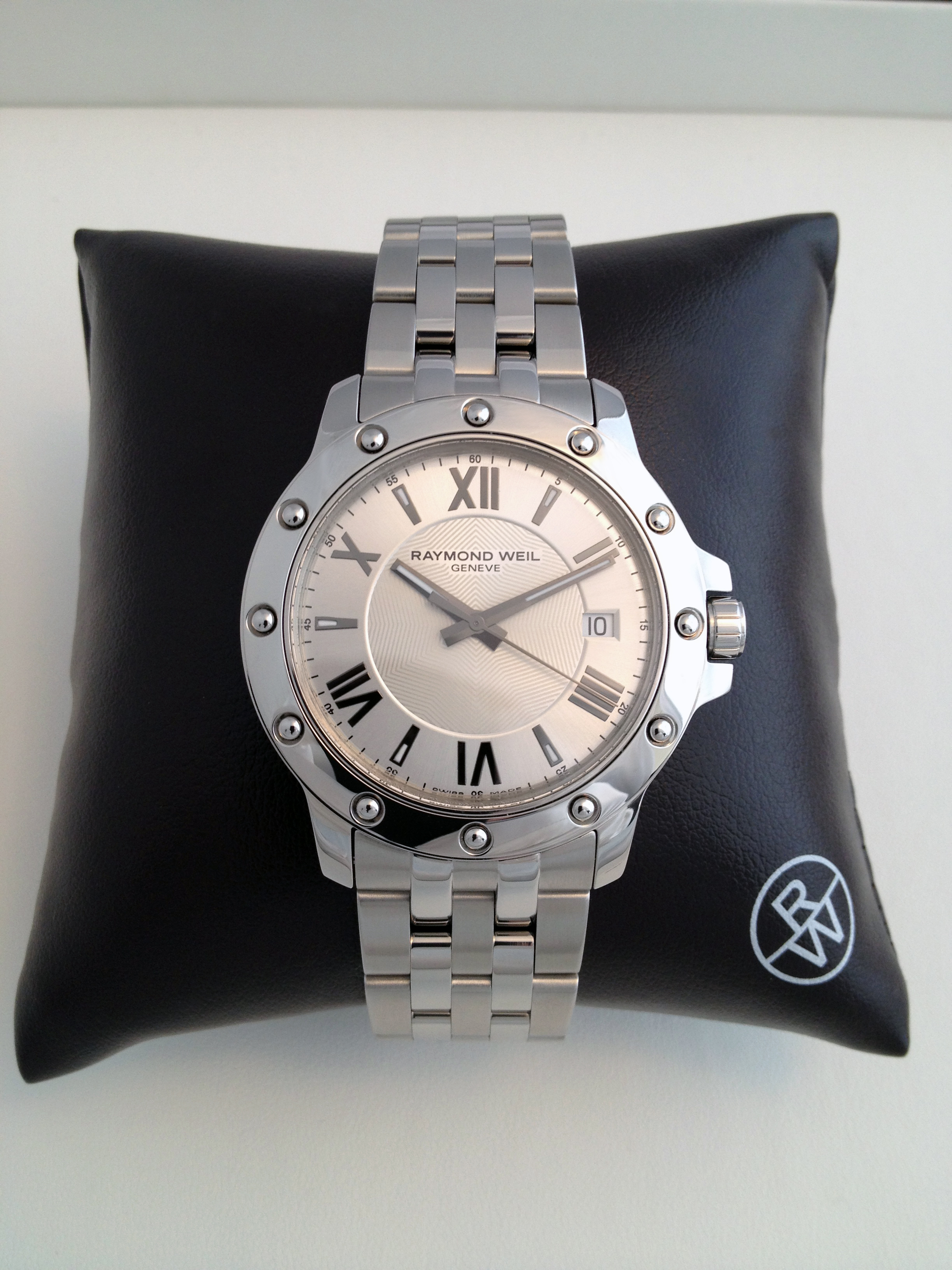
Tango-5599-st-00659

## História
A empresa foi criada por Raymond Weil. O seu genro, Olivier Bernheim, se tornou presidente e diretor executivo nos anos 90 e agora a terceira geração, Elie e Pierre Bernheim, se juntou a empresa.
- 1976: A Raymond Weil cria a empresa em uma época conturbada da indústria relojoeira suíça devido à crise do quartzo. [1]
- 1982: Olivier Bernheim, genro de Raymond Weil, é integrado à empresa, fundamentando o comprometimento familiar. [2]
- 1983: A coleção Amadeus é lançada junto com o mundialmente aclamado filme de Milos Forman de mesmo nome. [3]
- 1986: Lançamento da coleção Otelo. Este relógio ultrafino (1,2 mm) desempenha um grande papel no sucesso mundial de RAYMOND WEIL.[4]
- 1988 : Lançamento da coleção Traviata [5]
- 1991 : Lançamento da coleção Parsifal
- 1994: A premiada campanha publicitária Movimentos de Precisão consolida a imagem da RAYMOND WEIL como marca comprometida com as artes. [6]
- 1995: Lançamento das coleções ainda atuais da RAYMOND WEIL, a Tango (uma das coleções mais famosas).[7]
- 1996 : Lançamento da coleção Tango
- 1998: A linha Don Giovanni é adicionada à coleção. Lançamento da coleção Saxo.
- 1999: A campanha publicitária "Celebre o momento" é apresentada, enfatizando a conexão da RAYMOND WEIL com a música, arte e cultura em todo o mundo. O departamento de Pesquisa e Desenvolvimento é criado para controlar totalmente o processo de projetos de relógios. Entre outras inovações, o grupo de P&D da empresa criou a complexidade da função GMT do famoso relógio Don Giovanni Così Grande com dois fusos horários, e o sistema de pulseiras intercambiáveis da coleção Shine.[8]
- 2001: A RAYMOND WEIL comemora o seu quarto de século de existência e revela a coleção Othello.[9]
- 2003: A nova coleção Parsifal é lançada em todo o mundo.
- 2006: Elie e Pierre Bernheim, netos de Raymond Weil são integrados à empresa. Neste mesmo ano, é lançada a coleção feminina Shine e a RAYMOND WEIL é a primeira marca de relógios de luxo a propor o RW Club para seus admiradores e proprietários de relógios.[10]
- 2007: Lançamento das coleções Nabucco e Freelancer. Foram lançados a nova identidade da marca, o novo logotipo e o conceito “Independência é um estado de espírito”.[11]
- 2009: Lançamento da coleção feminina Noemia. Criação da edição limitada do Nabucco Rivoluzione.[12]
- 2010: Lançamento da coleção Maestro. Criação das edições limitadas do Nabucco Va, Pensiero e Freelancer Summertime.[12]
- 2011: Lançamento da coleção Jasmine e a edição limitada do 35° aniversário da coleção Maestro. Criação do primeiro movimento da complexidade de fases da lua da marca. Nova campanha publicitária e slogan: “Precisão é a minha inspiração”.[12]
- 2012: Lançamento de uma nova campanha publicitária mostrando partituras musicais em movimento em torno dos últimos lançamentos da marca.  Lançamento do Maestro Phase de Lune Semainer, o primeiro relógio automático da RAYMOND WEIL com complexidades de data, dia, mês, número da semana e fases da lua.[12]
- 2013: Lançamento do filme da marca "Precisão é minha inspiração" e do respectivo microsite que faz um paralelo entre a composição de uma música e a criação de um relógio.[13][14][15]
- 2014: Lançamento da coleção Toccata.[16][17] Elie Bernheim, neto do Sr. Raymond Weil assume a administração da empresa. Morre Raymond Weil.[18][19]

## Criação
O Sr. Raymond Weil cria a marca que leva o seu nome em 1976 – um período de crise na indústria relojoeira.  Depois, ele monta a sua rede de distribuição inicialmente na Europa e posteriormente no resto do mundo.
O genro do Sr. Raymond Weil entra na empresa em 1982, após trabalhar vários anos no setor de marketing da Heineken e da Unilever. Ele foi nominado presidente e diretor executivo em 1996 e, desde então, trabalha no desenvolvimento da presença da marca no mundo.
Elie e Pierre Bernheim, os filhos de Olivier Bernheim, ingressaram na empresa em 2006. O Elie Bernheim (co-fundador da 88 RUE DU RHONE) é diretor de marketing e está envolvido no desenvolvimento estratégico da marca ao mesmo tempo que tenta preservar sua identidade familiar.  Pierre é diretor de vendas e viaja para conquistar novos mercados.

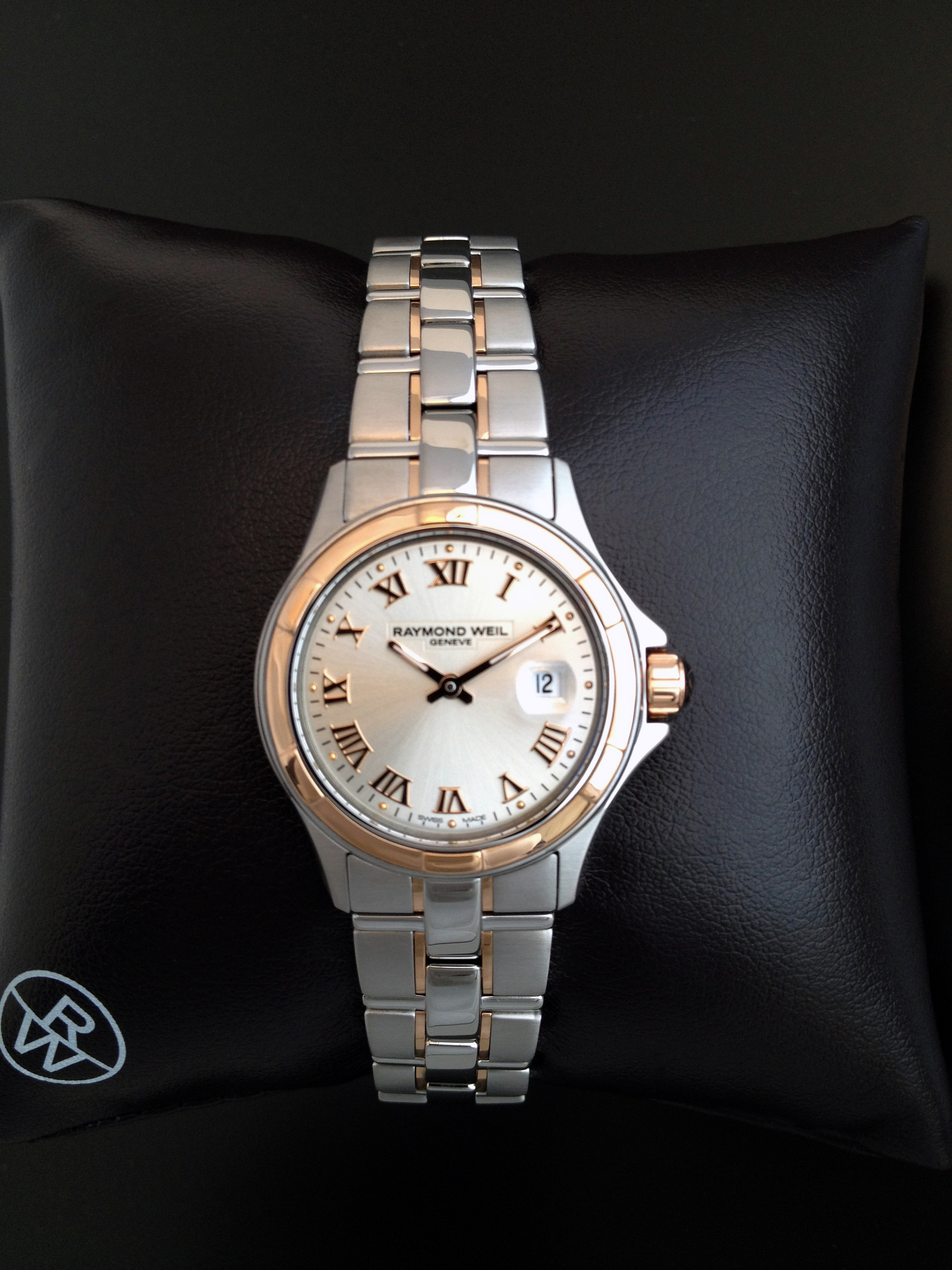
Parsifal 9460-sg5-00658 – bicolor – mostrador prateado

## Desenvolvimento
A Raymond Weil Genève se desenvolveu primeiro na Europa, no Reino Unido, antes de espalhar sua rede de distribuição pelo mundo, inicialmente pelos Emirados Árabes Unidos e, em seguida, Estados Unidos da América e Índia no início da década de 80.  Olivier Bernheim criou o departamento de Pesquisa e Desenvolvimento em 1999, com o objetivo de obter controle total do processo de design de relógios. O departamento de P&D é responsável: pelo mecanismo de complicação da função GMT dos dois fusos horários do Don Giovanni Così Grande; pelo sistema patenteado de pulseiras intercambiáveis da coleção Shine e pelo mecanismo de complicação das fases da lua no movimento automático da coleção Maestro.
A marca abriu, em 2009, sua própria filial nos Estados Unidos - a RW USA Corp., terminando assim a sua colaboração com o seu distribuidor de longa data.  E também criou a RW India Pvt. Ltd. em 2010 (uma empresa 100% subsidiária em Bangalore) , além de abrir várias boutiques exclusivas em Deli, Mumbai, Chennai naquele mesmo ano. Os relógios Raymond Weil Genève agora são vendidos em todo o mundo. 
Em 2013, a marca transformou o seu contrato de distribuição no Reino Unido em um acordo administrativo e criou uma subsidiária - R. WEIL DISTRIBUTION UK LTD - em abril.
A empresa também desenvolve a sua presença no mundo virtual.  É a primeira marca de relógios de luxo a abrir um clube reservado para os proprietários desses relógios.  A marca também foi a primeira na indústria relojoeira de luxo a fazer parte da mídia social baseada em localizações, a Foursquare, e a primeira a utilizar o Fcommerce (Facebook commerce).  Em Setembro de 2007, a RAYMOND WEIL passou também a ser a primeira relojoaria de luxo a criar sua ilha no Second Life. A presença da marca no Second Life e em outros canais de mídia social faz parte de uma escolha estratégica de adotar novos canais de comunicação a fim de se aproximar mais dos clientes e transmitir os valores da Marca.

## Principais pessoas

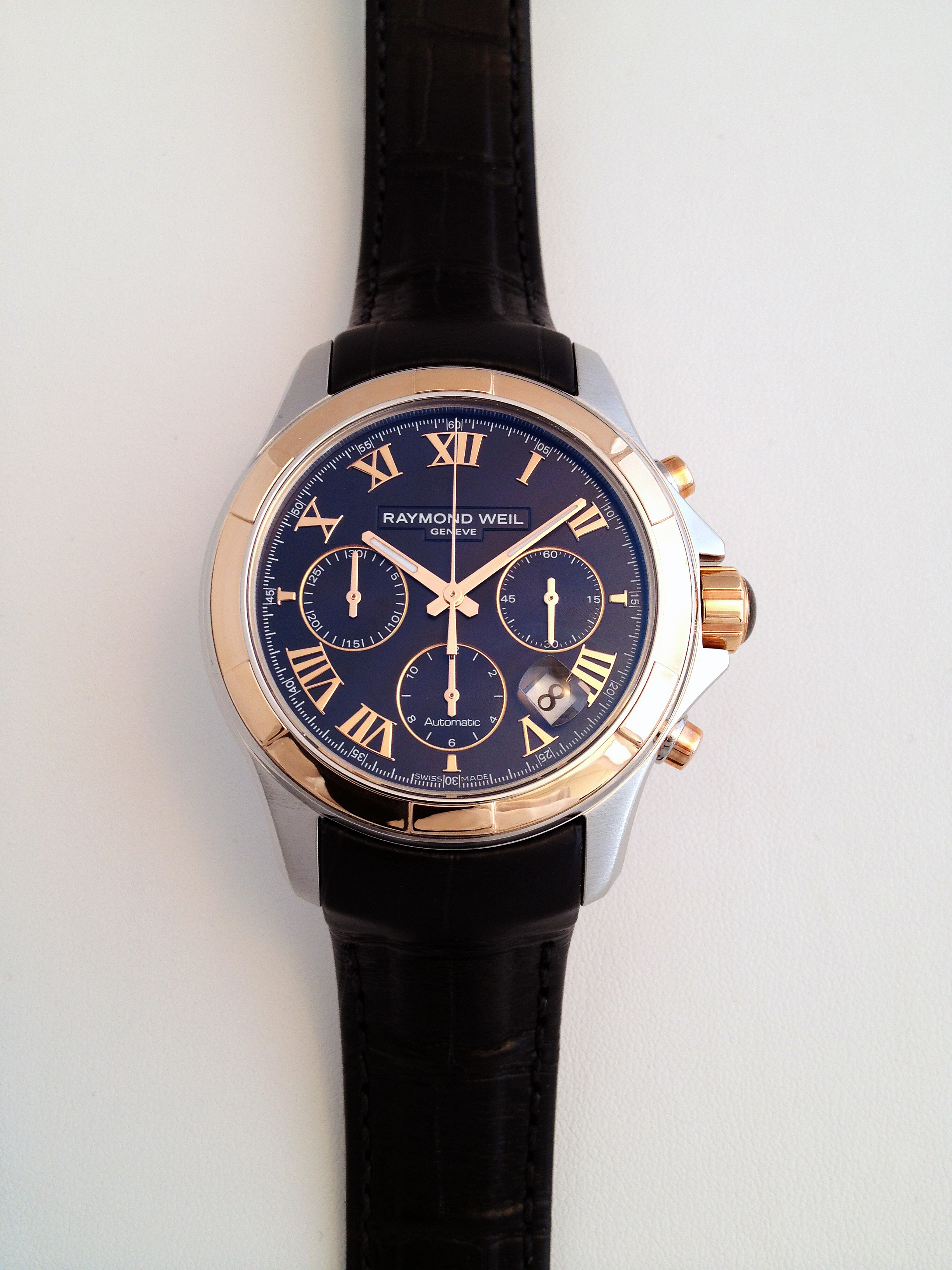
Parsifal 7260-sc5-00208 – cronógrafo automático - dupla tonalidade sobre pulseira de couro

Raymond Weil (fundador) nascido em Genebra, em 1926. Depois de se formar em Comércio, ingressou na Camy Ver S. A. - um relojoaria suíça, em 1949, ocupando o cargo de gerente e passando 26 anos de sua vida lá.  Em 1976, durante a crise que afetou a indústria relojoeira, decidiu criar sua própria empresa. 
Raymond Weil ocupou vários cargos em diversas organizações profissionais: foi presidente do sindicato de relojoeiros de Genebra, vice-presidente Centro de Formação da Indústria Relojoeira (CFH), e membro da Federação de Relojoeiros (FH) e outras associações de empregadores.  Até 1995, ele foi também o presidente do comitê de expositores da feira internacional de relojoaria e joalheria.
Raymond Weil teve duas filhas e seis netos.  Ele era apaixonado por música clássica e lírica, e também por arte contemporânea. Adorava pilotar o seu avião e tirou o seu brevê aos 56 anos de idade.
Olivier Bernheim (presidente): nascido em 1954 em Strasbourg (França), se formou em Direito na Escola de Administração de Strasbourg (França). Iniciou sua carreira na Kronenbourg, antes de ser nomeado diretor de desenvolvimento de marketing da Unilever em Paris.
Ingressou na Raymond Weil Genève S.A. em 1982  e ocupou o cargo de presidente e diretor executivo em 1996. Sua missão era reestruturar, desenvolver e consolidar a imagem e a presença internacional da marca, sem que ela perdesse sua identidade familiar.  Olivier Berhneim compartilha do interesse do Sr. Weil por música e arte e tem orientado o universo da marca nessa direção.  Ele fundou o departamento de desenvolvimento e pesquisa em 1999.
Olivier Bernheim é cidadão franco-suíço, é casado com a filha mais velha do Sr. Weil, Diana, que é pianista profissional. Eles têm três filhos: Elie, Pierre e Noémi.
Elie Bernheim (presidente e diretor executivo) é o filho mais velho de Olivier Bernheim. Depois de se formar na prestigiada Ecole hôtelière de Lausanne e criar sua própria empresa de importação-exportação de produtos têxteis, Elie ingressou na empresa da família em 2006.  Sua missão é planejar o desenvolvimento estratégico da marca.  Assim como seu pai e avô, ele gosta de música e tem um diploma profissional em violoncelo.  Entre os seus vários projetos e desenvolvimentos, pode-se contar a renovação das coleções, a mudança da identidade corporativa da Raymond Weil Genève, a criação de novas campanhas de publicidade para o público feminino e masculino com o famoso fotógrafo suíço Joël von Allmen e a publicidade da coleção Nabucco. Elie Bernheim tornou-se CEO da empresa em abril de 2014.
Pierre Bernheim (diretor), neto do Sr. Weil e o segundo filho de Olivier Bernheim, ingressou na empresa em 2006. Diplomado em contabilidade, Pierre também se formou em Comércio Internacional e Administração na La Haute Ecole de Gestion em Genebra. Interessado em finanças, trabalhou no gestão de ativos institucionais do Banco Mirabaud, um dos mais famosos bancos privados suíços. Ele é apaixonado por aviação e tem vários brevês: uma licença de voo, uma licença de alto voo acrobático e uma licença de voo para hidroaviões.

## Coleções de relógios

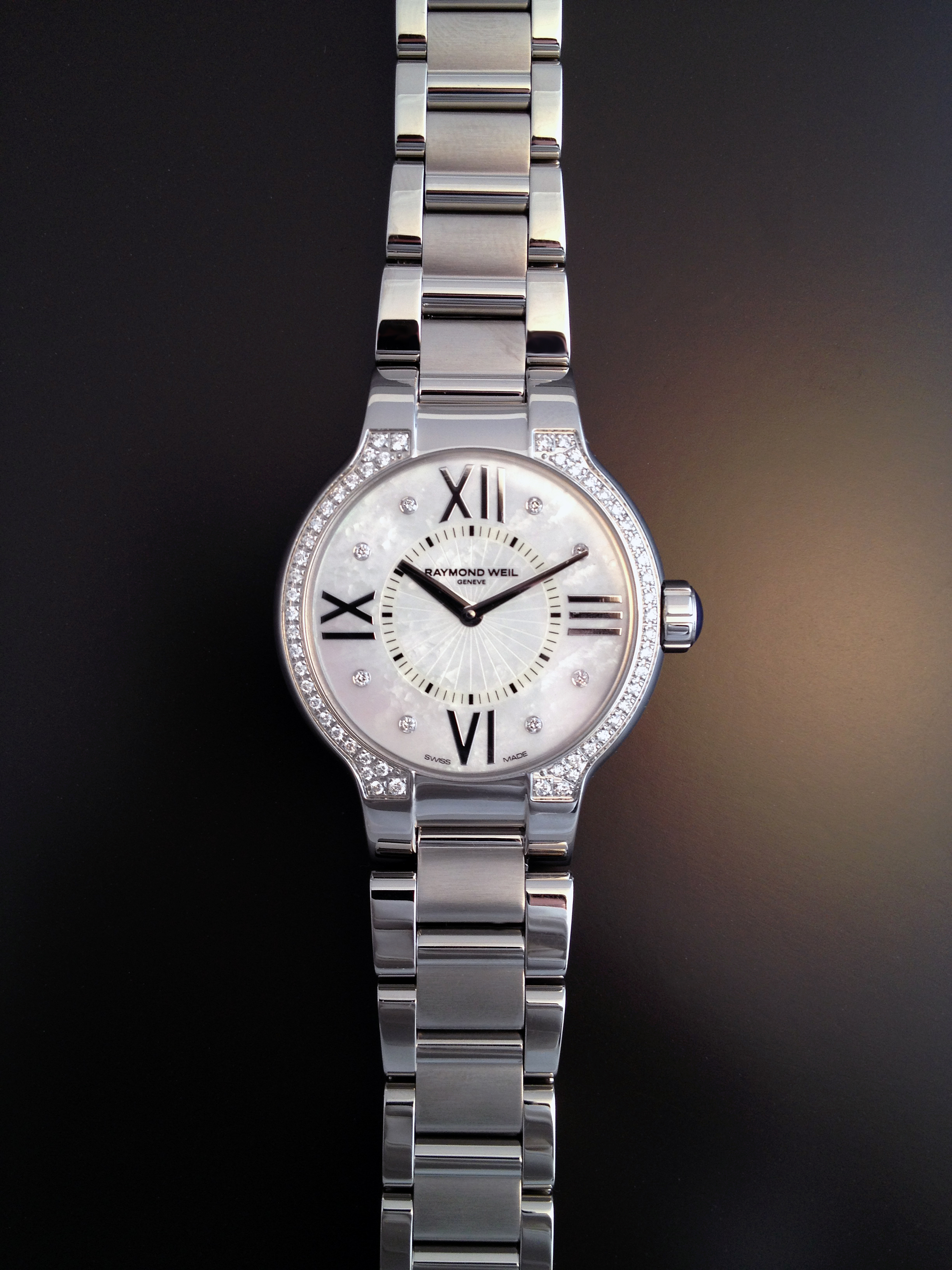
Noemia 5932-sts-00995 – 32 mm – Aço inoxidável sobre aço 62 diamantes

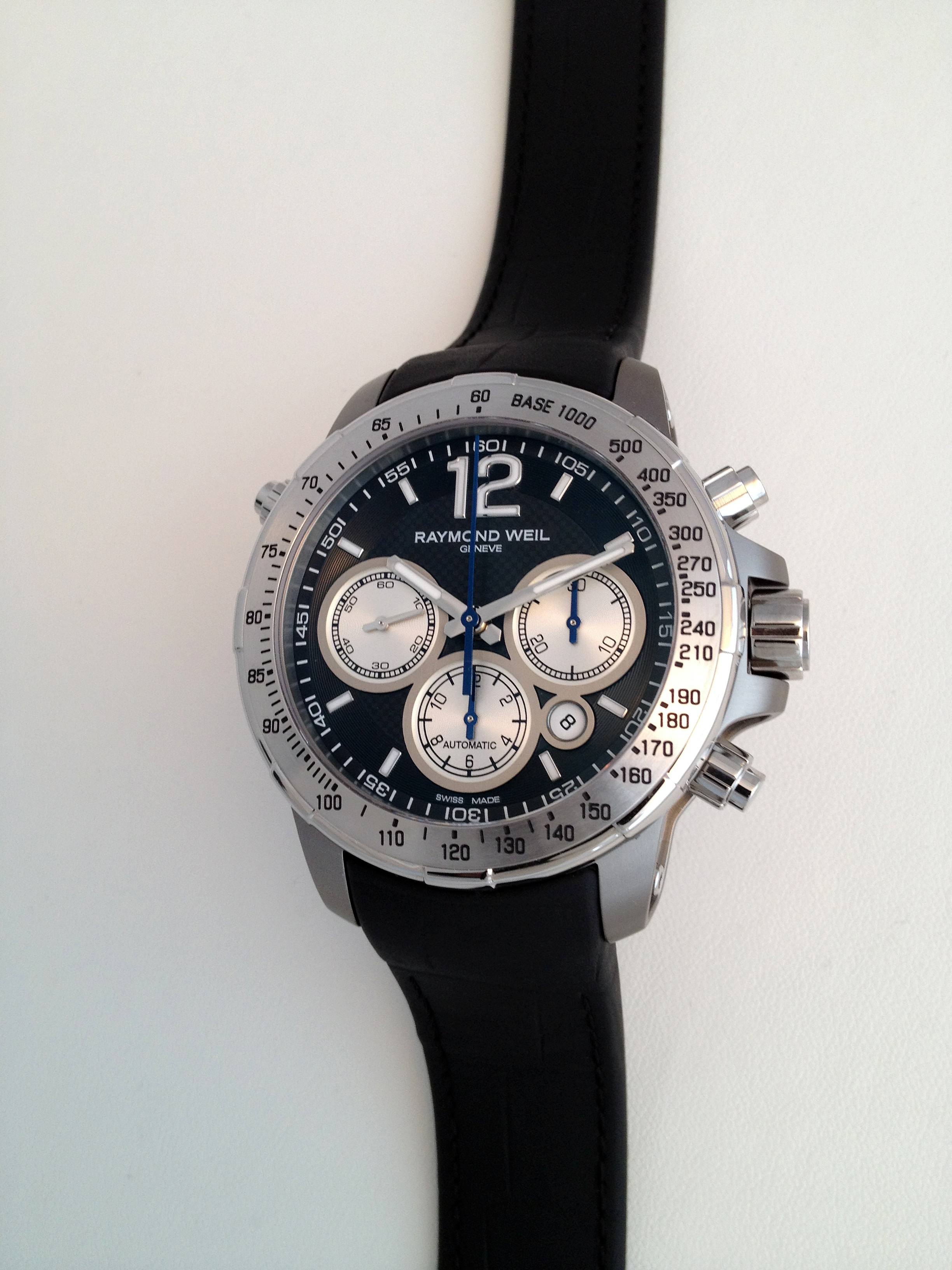
Nabucco 7700-tir-05207 – Aço e titânio – coleção especial Intenso

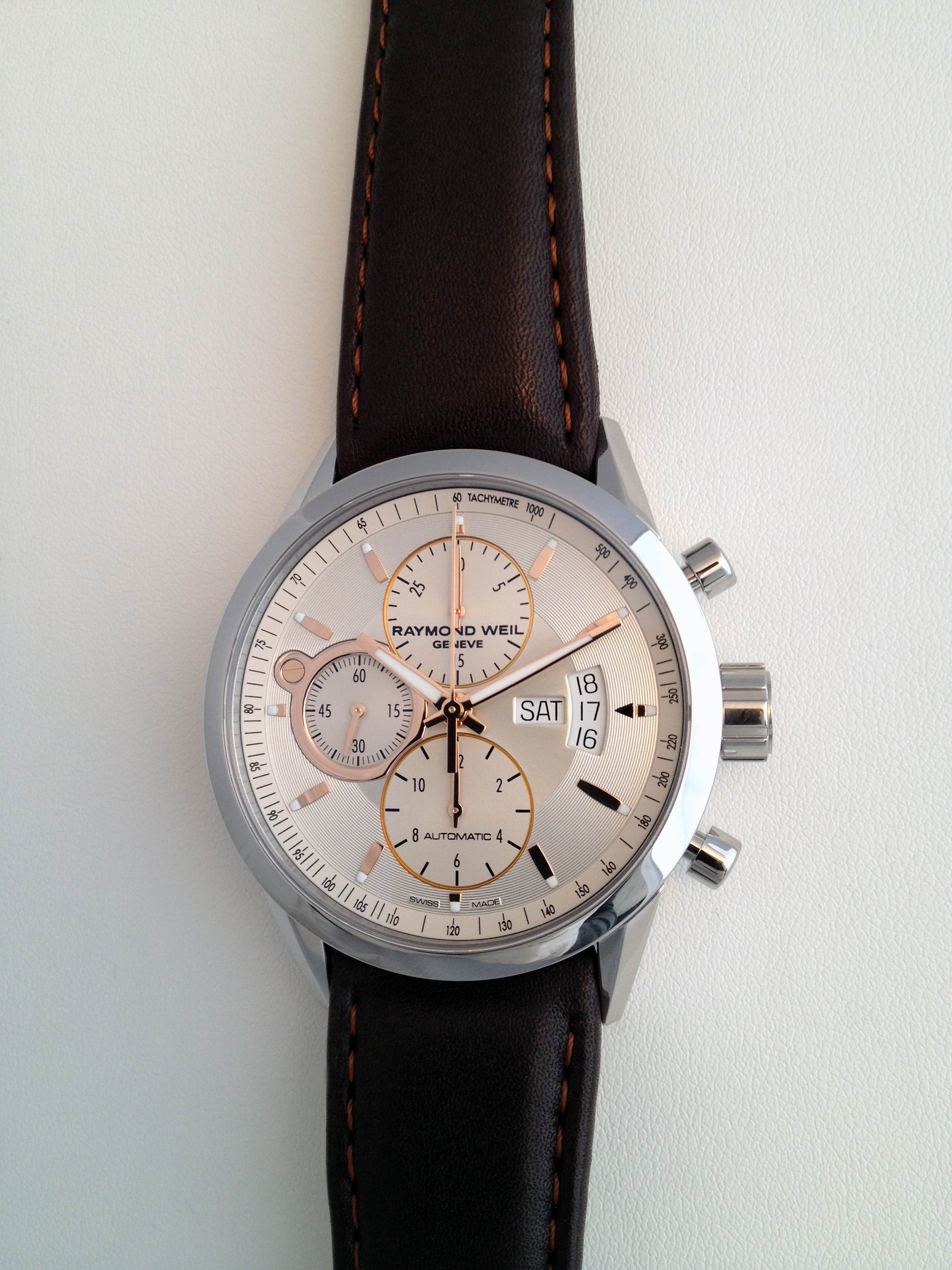
Freelancer 7730-STC-65025 – cronógrafo automático – aço sobre pulseira de couro, ponteiros e marcadores em ouro rosé

- Toccata (2014). Originalmente criada em 1996, a coleção Toccata foi recriada e relançada em 2014. A coleção é um tributo à arte de compor.  É uma coleção produzida em quartzo.[16][17]
- Jasmine (2011) – A Jasmine é a coleção feminina com modelos em dois diâmetros com movimentos automáticos ou a quartzo.
- Maestro (2010)- a coleção Maestro é formada por relógios masculinos e femininos.  A coleção foi reforçada em 2011 com o Maestro phase de lune, que, como o próprio nome sugere, é equipado com uma complicação das fases da lua. Nesse mesmo ano, também houve a criação do Maestro edição de aniversário de 35 anos para comemorar os 35 anos de atividade da marca na indústria da relojoaria, e uma edição especial para beneficiar a União Internacional de Controle do Câncer (UICC).
- Noemia (2009) – O nome faz referência a neta do Sr. Weil – Noémi. É a coleção feminina com dois tipos de diâmetro fabricada exclusivamente com movimento a quartzo.  Uma edição especial, o Noemia Sweet October foi projetada em 2010 para beneficiar a Fundação contra o câncer de mama Susan G. Komen – Komen for the Cure.
- Nabucco (2007) – Esta coleção masculina foi batizada com o mesmo nome da ópera de Giuseppe Verdi. É uma coleção totalmente mecânica e foi enriquecida com várias edições limitadas: Cuore Caldo (2008), Rivoluzione (2009), Va, Pensiero (2010), Inverso (2011), Intenso (2012), Cuore Vivo (2012).
- Freelancer (2007) – A Freelancer é uma coleção masculina e feminina.  Seu nome é uma homenagem ao Sr. Weil e seu desejo de permanecer independente.  Esta coleção viu a introdução de uma roda de equilíbrio visível por meio de uma abertura no mostrador e a criação de uma gama mecânica para as damas.  O coleção foi enriquecida com modelos especiais: o Freelancer Black 8, o Freelancer Autumn Time, o Freelancer Crazy Time, o Freelancer Lady Sunshine e o Freelancer Urban Black.
- Shine (2006) – a Shine é uma coleção exclusivamente feminina.  Sua característica distintiva é o sistema patenteado de pulseiras intercambiáveis que permite à usuária trocar as pulseiras com facilidade.  Cada relógio é vendido com uma pulseira de couro ou tecido e uma pulseira de metal.  A coleção é exclusivamente fabricada com movimento a quartzo. Esta coleção não está mais disponível.
- Don Giovanni Cosi Grande (2002) – esta coleção totalmente masculina é completamente mecânica e composta exclusivamente por modelos de mostradores quadrados.  Eles incluem cronógrafos, dois fusos horários e complicação mecânica de salto de hora.Esta coleção não está mais disponível.
- Don Giovanni (1998) – 14 anos após o lançamento da coleção Amadeus, a Raymond Weil Genève faz uma nova homenagem ao compositor austríaco Mozart com esta coleção.  Esta coleção não está mais disponível.
- Flamenco (1998) – Esta coleção ilustrou mais uma vez a ligação da Raymond Weil Genève com as artes. Ela é composta por relógios masculinos e femininos. Esta coleção não está mais disponível.
- Saxo (1998) – A coleção Saxo homenageou a música jazz e incluiu relógios masculinos e femininos com movimentos automáticos e a quartzo.  Esta coleção não está mais disponível.
- Allegro (1998) – Criada para o público feminino e masculino, a coleção Allegro foi principalmente feita em aço e folheada a ouro, produzida com movimentos automático e a quartzo e cronógrafo.  Esta coleção não está mais disponível.
- Tema (1998) – a coleção Tema é totalmente voltada para as mulheres e inspirada no estilo Art Déco. É considerada a primeira coleção de relógios tipo joia da RAYMOND WEIL. A coleção é exclusivamente fabricada com movimento a quartzo. Esta coleção não está mais disponível.
- W1 (1997) – A coleção W1 foi produzida para trazer um novo ar à marca e para atrair uma geração mais jovem e que gosta de estar na moda.  Existiam 6 cores diferentes de mostradores e modelos masculinos e femininos.  Os relógios da coleção W1 foram os primeiros da Raymond Weil Genève a serem parcialmente feitos de fibra de carbono.  Esta coleção não está mais disponível.
- Duo jubilee (1996) – Esta coleção de edição limitada foi criada para comemorar o 20º aniversário da marca. O mostrador podia indicar o tempo de dois fusos horários diferentes e era alimentado por um duplo movimento a quartzo. Esta coleção não está mais disponível.
- Tango (1995) – Esta coleção é composta por relógios masculinos e femininos.  Ainda está disponível em 2012.
- Toccata (1996) – Esta coleção é um tributo a arte de compor.  É uma coleção movida somente a quartzo. Esta coleção não está mais disponível.
- Tradition (1994) - A coleção Tradition é masculina e feminina com movimentos mecânicos e a quartzo.  Ainda está disponível em 2012.
- Parsifal (1991) - A coleção tem o mesmo nome da ópera de Wagner e é a primeira coleção da marca em aço inoxidável e ouro 18k. O ano de 1992 viu o lançamento da linha "joias de ouro e diamantes" ("ligne joaillerie ou et diamants").  A coleção foi relançada em 2010, 20 anos após a sua criação e ainda está disponível em 2012.
- Traviata (1988) – Esta coleção foi muitas vezes descrita como parecida com vitrais, devido as diferentes cores usadas para decorar os mostradores.  Era uma coleção totalmente feminina e não está mais disponível.
- Othello (1986) – Essa coleção foi lançada para celebrar o décimo aniversário da Raymond Weil Genève e apresentou a primeira complicação de fases da lua da Raymond Weil Genève (Othello moon phase collection). A coleção Othello ficou famosa por seus relógios ultra finos (1,2 mm de espessura). Ela foi relançada em 2001, para o 25º aniversário da marca, para a ocasião associado a banda de música Bond.  Esta coleção não está mais disponível.
- Fidelio (1985) – A coleção foi associada à única ópera de Beethoven. Foi fabricada com mostradores redondos e quadrados.  Esta coleção não está mais disponível.
- Amadeus (1983) – Esta coleção marca o início da influência da música e das artes nos nomes das coleções.  Batizada com o nome do compositor austríaco Mozart, a coleção foi lançada em conjunto com o filme, de mesmo nome e aclamado pela crítica, de Milos Forman. Esta coleção não está mais disponível. O ano de 1992 viu o lançamento do Amadeus 200: o primeiro relógio esportivo da marca (a prova d'água até 200 metros). Esta coleção não está mais disponível.
- Golden Eagle (1979) – Essa coleção foi composta por relógios esportivos octogonais que foram exclusivamente fabricados com movimento a quartzo. Está coleção não está mais disponível.

## Propaganda

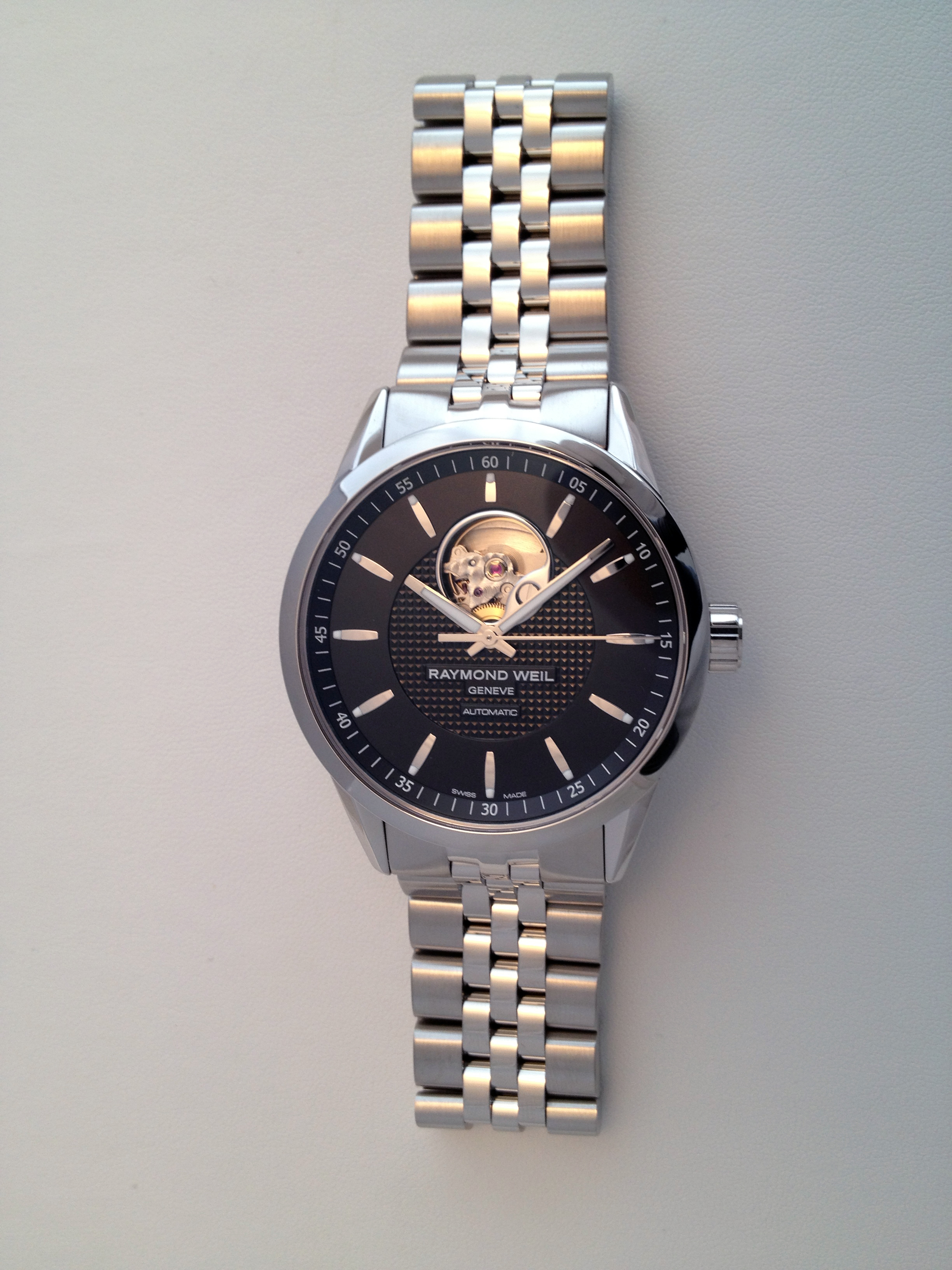
Freelancer 2710-st-20021 – Roda de equilíbrio automática aberta – Aço sobre aço, mostrador preto 42mm

A marca fez a sua primeira associação com as artes em 1983, quando lançou a sua campanha de publicidade Amadeus em conjunto com o filme de mesmo nome de Milos Foreman. A partir deste momento, quase todas as coleções tiveram seus nomes inspirados na música.
Em 1989, a marca lança sua campanha publicitária Eternity, na Islândia, e associa um novo slogan: "Quando o tempo é criação".  A campanha exibia relógios através da água, da terra, do vento e do fogo.
A campanha Precision Movements feita em 1994, é provavelmente uma das mais populares, já que foi dirigida por John Booth e capturada pelo aclamado fotógrafo Lois Greenfield. Ela apresentou dançarinos suspensos no ar simbolizando a essência da campanha. Esta campanha foi premiada com o prêmio internacional de publicidade de Londres de 1995.  Ela consolidou a imagem da RAYMOND WEIL como uma marca comprometida com a arte.
A campanha de publicidade Celebrate the Moment (Celebre o momento) foi lançada em 1998 e enfatizou a ligação da Raymond Weil Genève com a música, arte e cultura.
A campanha Time to Celebrate (Hora de comemorar) foi lançada em 2003. Ela focou nos relógios e os colocou contra um pano de fundo negro e sombras fortes.
A ano 2005 viu a parceria entre a Raymond Weil Genève e a atriz Charlize Theron foi a embaixatriz da marca por alguns meses. 
A nova campanha da coleção Nabucco e o seu slogan "Independence is a State of Mind" (Independência é um estado de espírito) foram lançados em 2007. A campanha revela a determinação do homem Nabucco em sua escolha pela independência e liberdade. 
Precision is my inspiration (Precisão é a minha inspiração) (2011) foi a última campanha publicitária criada pela marca e mostra um homem e uma mulher em um universo ricamente musical.  Ela foi produzida no Victoria Hall em Genebra. A marca abandonou o seu slogan Independence is a State of Mind (Independência é um estado de espírito) em favor de um novo: Precision is My Inspiration (A precisão é a minha inspiração).
Em 2013, um filme corporativo do mesmo nome foi lançado com um microsite dedicado a promover a conexão da marca à música. O filme faz um paralelo entre a criação de um relógio e uma peça musical. O microsite recebeu vários prêmios.

## Obras de caridade
Luta contra o câncer : A marca tem se envolvido com várias instituições beneficentes - principalmente organizações beneficentes que lutam contra o câncer, e tem participado e organizado várias vendas on-line de relógios edição limitada para as apoiar ao longo dos anos.  As organizações que se beneficiaram destas doações incluem a Union for International Cancer Control (UICC), a Komen for the Cure, a Breast Cancer Research Foundation, a Singapore Cancer Society e a Unidade de Onco-hematologia do Hospital da Universidade de Genebra (HUG).
A Unidade de Onco-hematologia do Hospital universitário de Genebra (HUG): Ações adicionais para a venda on-line foram desenvolvidas para apoiar a unidade de Onco-hematologia do Hospital da Universidade de Genebra. Em conjunto com a feira BASELWORLD 2012, a Raymond Weil Genève colocou à venda na sua página do Facebook um relógio Maestro edição limitada de 5 peças e gravado com a menção "maestro Mouvement d'espoir - Edition Spéciale 2012".  O valor arrecadado com a venda foi dobrado pela RAYMOND WEIL e doado à Unidade de Hemato-Oncologia Pediátrica do Hospital da Universidade de Genebra.
VH1 Save The Music Foundation: Como a música é o centro do universo da marca, claramente demonstrado com a escolha dos nomes e diversas campanhas de publicidade, e para afirmar a sua autoridade no meio, a Raymond Weil Genève começou a colaborar em 2011 com a VH1 Save The Music Foundation, uma instituição de caridade de restauração dos programas de educação musical nos Estados Unidos.  A colaboração começou com um aplicativo na página oficial da marca no Facebook em 2011. Os fãs podiam clicar em um botão para adicionar 1 dólar ao contador. O contador foi atualizado a cada novo clique para exibir a quantidade da doação que a Raymond Weil Genève faria para a instituição.  A fabricante suíça de relógios também fez uma parceria com o evento Elle Women in Music organizado pela VH1 Save The Music Foundation, e leiloou um relógio assinado por celebridades (entre elas: Jessie J, Ellie Goulding, Nicole Scherzinger e Oh Land) por ocasião do evento Elle Women in Music em Hollywood, em abril de 2012.  A renda proveniente deste leilão foi doada à VH1 Save The Music Foundation.
Nordoff-Robbins Music Therapy: a Nordoff-Robbins é uma das maiores instituições beneficentes voltada para a música do Reino Unido. A RAYMOND WEIL tem sido uma parceira exclusiva e projetado relógios com renomados artistas como o Lemar e o Jamiroquai e o cantor Jay Kay desde 2000.  Estes relógios são leiloados durante o almoço anual Silver Clef e a renda é doada para a Nordoff-Robbins. Em 2013, a empresa concedeu o Prêmio Artista Internacional RAYMOND WEIL ao grupo americano Vampire Weekend.
WWF: A Raymond Weil Genève foi a parceira oficial do 2007 WWF Panda Ball Gala que aconteceu em Montreux (Suíça). A loteria foi organizada para angariar fundos para a proteção do Mar Mediterrâneo e a RAYMOND WEIL forneceu o primeiro prêmio da loteria Panda Ball: um relógio Parsifal em ouro 18k cravejado de diamantes.

## Outros compromissos com as Artes & Música
A Bourse RW foi criada pelo Sr. Weil em 1986 para apoiar jovens músicos e ajudá-los a realizar recitais públicos ou pelo rádio.
Prêmio Brit: A Raymond Weil Genève tem sido a parceira oficial do Prêmio Brit desde 2008. Todos os anos, a empresa projeta um relógio edição especial para ser entregue a cada apresentador, candidato e artista.  Em 2012, ela organizou um jantar pré-Brit em Londres que contou com a participação de alguns dos mais promissores artistas britânicos.
Royal Albert Hall: A RAYMOND WEIL é a parceira oficial do tempo do Royal Albert Hall em Londres, desde julho de 2013, consolidando ainda mais a sua imagem como uma marca altamente envolvida no setor musical.
Wired: Em 2013, a RAYMOND WEIL iniciou uma parceria com a Wired, uma plataforma de música ao vivo sediada em Londres que promove artistas musicais emergentes.
O clássico prêmio Brit A parceria com a British Phonographic Industry (BPI) por meio do Prêmio Brit foi reforçada em 2011 quando a Raymond Weil Genève se tornou parceira do Clássico Prêmio Brit.  Uma Edição Limitada especial do Raymond Weil Genève Maestro foi apresentada aos artistas, os apresentadores e os vencedores durante a noite.  Cada relógio foi gravado com a logotipo Classic BRIT Awards 2011.
Competição fotográfica internacional: A marca oferece aos artistas a oportunidade de dar os primeiros passos no caminho para o sucesso com o prêmio de fotografia do clube internacional da RW. Com um prêmio em dinheiro e a exposição ao público internacional por meio de parcerias com instituições como a Aperture Foundation, a Raymond Weil Genève estabeleceu uma plataforma para os artistas emergentes no campo da fotografia.
Novos talentos musicais: A Raymond Weil Genève organizou em 2011 uma competição para novos talentos musicais convidando músicos amadores para criar uma faixa inspirada na marca relojoeira suíça.  O concurso foi promovido na plataforma de co-criação eYeka e o vencedor foi premiado com 5.000 dólares americanos em dinheiro, bem como um relógio Raymond Weil Genève e a promoção da faixa vencedora no site e página da marca no Facebook.
III Vienna Filmball: A marca foi parceira do III Vienna Filmball e premiou os artistas com relógios.
Spring Awakening: Em fevereiro de 2012, a marca foi a patrocinadora do musical Spring Awakening (O Despertar da Primavera) produzido pela Singapore Company Pangdemonium Productions. Alguns dos principais artistas do musical se apresentaram na cerimônia de abertura de uma nova e exclusiva boutique da Raymond Weil Genève em Singapura.
Home House London: A marca realizou uma série de concertos ao vivo na Home House em Londres (Reino Unido) durante 2010 e 2011, apoiando assim os futuros talentos com a difusão de seus vídeos em seu canal no YouTube e na página no Facebook e presenteando-lhes com relógios Raymond Weil Genève.
Songwriter Music Series: O Songwriter Music Series para beneficiar a VH1 Save the Music Foundation é ainda outro evento musical associado a RAYMOND WEIL. A RAYMOND WEIL promoveu um concurso em sua página no Facebook para oferecer ingressos para o evento.
American Idol: A Raymond Weil Genève em parceria com o concurso American Idol em 2010 e 2011 ofereceu um relógio para cada um dos finalistas.
Celebrity Charades: em 2012 e 2013, a RAYMOND WEIL foi paceira da Labyrinth Theater Company e do seu evento filantrópico anual.
Live from the Artists Den: A RAYMOND WEIL é parceira do programa Live from the Artists Den, uma série americana de shows musicais transmitidos pela televisão.
SSE Hydro: A RAYMOND WEIL é a parceira oficial para marcação do horário da SSE Hydro, um local para apresentação de shows em Glasgow, Escócia.

## Distinções & Prêmios
A fabricante de relógios de Genebra foi premiada com o prêmio do setor de 2007 pelo estado de Genebra e o órgão de promoção da indústria e tecnologia (OPI), em associação com a Câmara de Comércio, Indústria e Serviços de Genebra (CCIG). O objetivo principal do prêmio do setor, inicialmente criado pela cidade de Genebra em 1985, é honrar e promover as empresas inovadoras do setor de Genebra, que são capazes de demonstrar a sua adaptabilidade à evolução do tempo.
A Raymond Weil Genève foi eleita a melhor marca de relógios pelos viajantes da easyJet em 2010, após uma pesquisa lançada no verão de 2009 - a easyJet Traveller Readers' Awards.  Os passageiros tiveram que votar on-line em seus produtos, locais e serviços favoritos em toda a rede. Os relojoeiros suíços tiveram 110.000 votos.
O microsite "Precisão é a minha inspiração" recebeu muitos prêmios de projeto e inovação: FWA Award (site do dia), CSSA (destaque), Awwwards (site do dia), French Design Index (site do dia), html Inspiration (destaque em “Most Loved”), One Page Love (destaque em “Most Loved”) CSSWINNER (vencedor do dia), Design Licks (site do dia).